# Craspedosis acoelia
Craspedosis acoelia är en fjärilsart som beskrevs av Louis Beethoven Prout 1934. Craspedosis acoelia ingår i släktet Craspedosis och familjen mätare. Inga underarter finns listade i Catalogue of Life.